# Porogymnaspis indica
Porogymnaspis indica är en insektsart som först beskrevs av Green 1919.  Porogymnaspis indica ingår i släktet Porogymnaspis och familjen pansarsköldlöss. Inga underarter finns listade i Catalogue of Life.